# Andrzej Zygmunt Wiśniewski
Andrzej Zygmunt Wiśniewski (ur. 20 kwietnia 1956 w Jabłonowie Pomorskim) – polski polityk, samorządowiec, w latach 1990–1994 i 2002–2006 prezydent Grudziądza.

## Życiorys
Z wykształcenia polonista, ukończył również studia podyplomowe w zakresie bankowości, ubezpieczeń i zarządzania rynkiem. W latach 80. działał w opozycji solidarnościowej. Pracował jako nauczyciel, następnie do 1990 był zatrudniony w Bibliotece Miejskiej w Grudziądzu.
W 1990 został członkiem lokalnego Komitetu Obywatelskiego. Po pierwszych demokratycznych wyborach samorządowych w tym samym roku objął urząd prezydenta Grudziądza, który sprawował do 1994. Od 1995 związany z PZU Życie, był kierownikiem tej firmy w Grudziądzu, a później dyrektorem w inspektoracie w Toruniu.
W 2002 był jednym z inicjatorów powołania lokalnego „Ruchu dla Grudziądza”. W wyborach samorządowych w tym samym roku, ugrupowanie uzyskało większość w radzie miasta, a jego lider objął urząd prezydenta miasta na kadencję 2002–2006, uzyskując w wyborach bezpośrednich 31,42% głosów w pierwszej turze i 57,13% w drugiej turze.
W 2004 z inicjatywy lokalnych ugrupowań opozycyjnych w Grudziądzu odbyło się referendum lokalne w sprawie odwołania prezydenta miasta Grudziądza i rady miejskiej przed upływem kadencji, które okazało się nieważne z uwagi na zbyt niską frekwencję. W tym samym roku na placu Świętego Piotra wręczył papieżowi Janowi Pawłowi II akt nadania honorowego obywatelstwa Grudziądza.
W wyborach w 2006 jako kandydat Prawa i Sprawiedliwości oraz ponownie RdG bez powodzenia ubiegał się o reelekcję, przegrywając w drugiej turze z Robertem Malinowskim (z PO), który w latach 2002–2004 był jego zastępcą. Od października 2006 krótko pełnił funkcję prezesa żużlowego klubu GTŻ Grudziądz. Później zatrudniony w spółkach prawa handlowego.
W wyborach w 2010 ponownie z ramienia RdG (po odejściu z PiS) bez powodzenia ubiegał się o prezydenturę Grudziądza. Nie uzyskał też mandatu radnego. W 2014 ubiegał się ponownie bezskutecznie o prezydenturę Grudziądza, powrócił natomiast do rady miejskiej z ramienia PiS, utrzymując mandat radnego również w 2018. Był przewodniczącym komisji rewizyjnej, w maju 2020 zrezygnował z tej funkcji, gdy większość radnych nie zaaprobowała jego planu kontroli stanu spółek należących do miasta.
W 2001 prezydent RP Aleksander Kwaśniewski odznaczył go Srebrnym Krzyżem Zasługi. W 2020 odznaczony Krzyżem Wolności i Solidarności.